# Rémi de Wolf
Pas d'image ? Cliquez ici

a Compétitions nationales et continentales officielles uniquement.

b Matchs officiels uniquement.
Dernière mise à jour le 20/10/2023.
Rémi de Wolf est un joueur belge de rugby à XV qui évolue au poste de pilier. 

## Biographie
Rémi de Wolf est formé au Rhinos Rugby Oudenaarde (en). Pendant sa période au club, il intègre les sélections belges moins de 17 ans et moins de 18 ans. En 2016, il rejoint l'équipe espoirs du Tarbes Pyrénées rugby. L'année suivante, il joue avec l'équipe de Belgique des moins de 20 ans.
En 2019, il quitte Tarbes pour le Stade bagnérais. La même année, il est intégré au groupe belge qui reçoit Hong Kong, mais ne joue pas. Il décroche sa première sélection quelques mois plus tard, à l'occasion d'un déplacement en Géorgie. En fin d'année, il quitte Bagnères pour rejoindre le FC Lourdes, puis rejoint l'année suivante l'US Morlaàs en Fédérale 2. Il ne reste qu'une saison à Morlaàs, et s'engage en 2022 en faveur de l'US Orthez.
En 2023, il rentre en Belgique et rejoint le RC Soignies.

## Statistiques

### En sélection
| Année | Compétition | Matchs | Points | Essais | Transf. | Drops | Pénal. |
| ----- | ----------- | ------ | ------ | ------ | ------- | ----- | ------ |
| 2020  | REC         | 1      | -      | -      | -       | -     | -      |
| Total | Total       | 1      | -      | -      | -       | -     | -      |